# 安岡チョーク

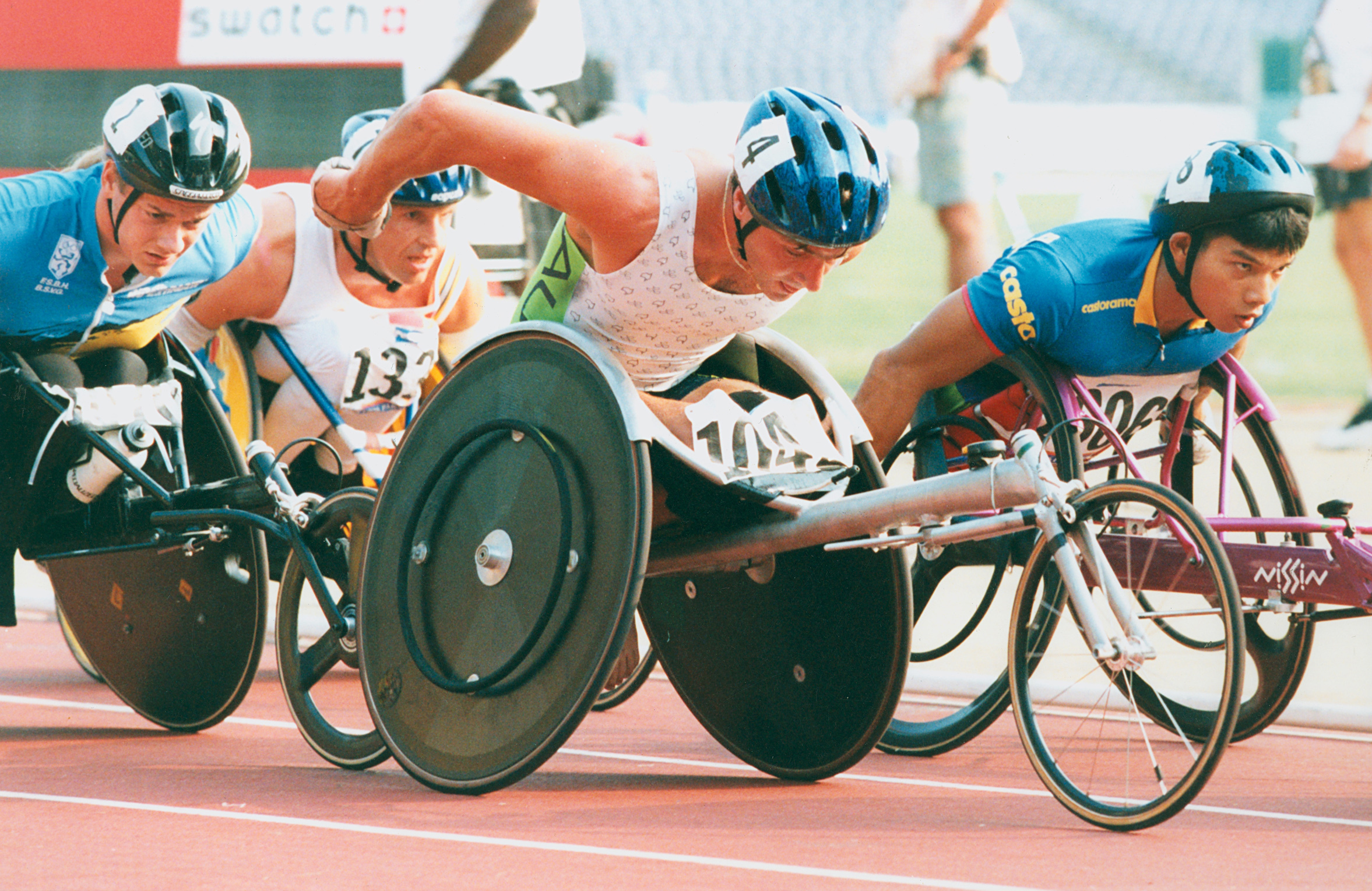
右端（1996年アトランタパラリンピック）

安岡チョーク（やすおかチョーク、Choke Yasuoka, 1973年1月18日 - ）は、タイ出身の日本の車いす陸上競技選手。本名、プラソップチョーク・クラングン（Prasopchoke Klunngern）。アテネパラリンピック金メダリスト。リーフラス株式会社所属。

## 人物
プラチュワップキーリーカン県プラーンブリー郡の村に農家の長男として生まれた。先天的に両脚が太ももまでであったため、家ではもっぱら腕で移動し、小学校へは母親が自転車で送り迎えしていた。その後、バンコクにある全寮制の養護学校へ進学、13歳で車いす陸上を始める。1990年に初の国際大会となる大分国際車いすマラソンに出場。バルセロナパラリンピック、アトランタパラリンピック、シドニーパラリンピックとパラリンピック3大会にタイ代表として出場し、アトランタ大会では10000メートルで銅メダルを獲得。
2001年に日本人女性と結婚し翌年来日、大分県内の医院で看護助手として勤務していたことから日本障害者スポーツ協会および国際パラリンピック委員会の特別措置でタイ国籍を保持しながら2003年より日本選手として競技活動を開始した。アテネパラリンピックには日本代表として出場、800メートルで金メダル、400メートルで銀メダル、400メートルリレーで銅メダルを獲得した。2008年北京パラリンピックにて日本代表として出場するもメダルには及ばなかった。
現在はリーフラス株式会社に所属している。

## 主な競技成績
1992年
バルセロナパラリンピック
400m TW4 予選敗退（第4組5位）
1996年
アトランタオリンピック
車いす10000m 3位（公開競技）
アトランタパラリンピック
10000m T52-53 3位
マラソン T52-53 5位
5000m T52-53 9位
東京車いすマラソン 優勝
2000年
シドニーパラリンピック
10000m T54 8位
1500m T54 9位
5000m T54 予選敗退（2次予選第2組11位）
2004年
アテネオリンピック
車いす1500m 6位（公開競技）
アテネパラリンピック
800m T54 優勝
400m T54 2位
400mリレー T53-54 3位（安岡チョーク・永尾嘉章・寒川進・副島正純）
2006年
IPC陸上競技世界選手権大会 5000m 3位
バンコクマラソン（車いす部門） 優勝
大分国際車いすマラソン 3位
日本身体障害者陸上競技選手権
800m 優勝
1500m 優勝
5000m 3位
2007年
ソウル国際車いすマラソン 3位
2008年
北京パラリンピック
200m T54 予選敗退
400m T54 予選敗退
800m T54 準決勝敗退
1500m T54 準決勝敗退
車いすマラソン T54 13位